# Isergebirgs Museum Neugablonz

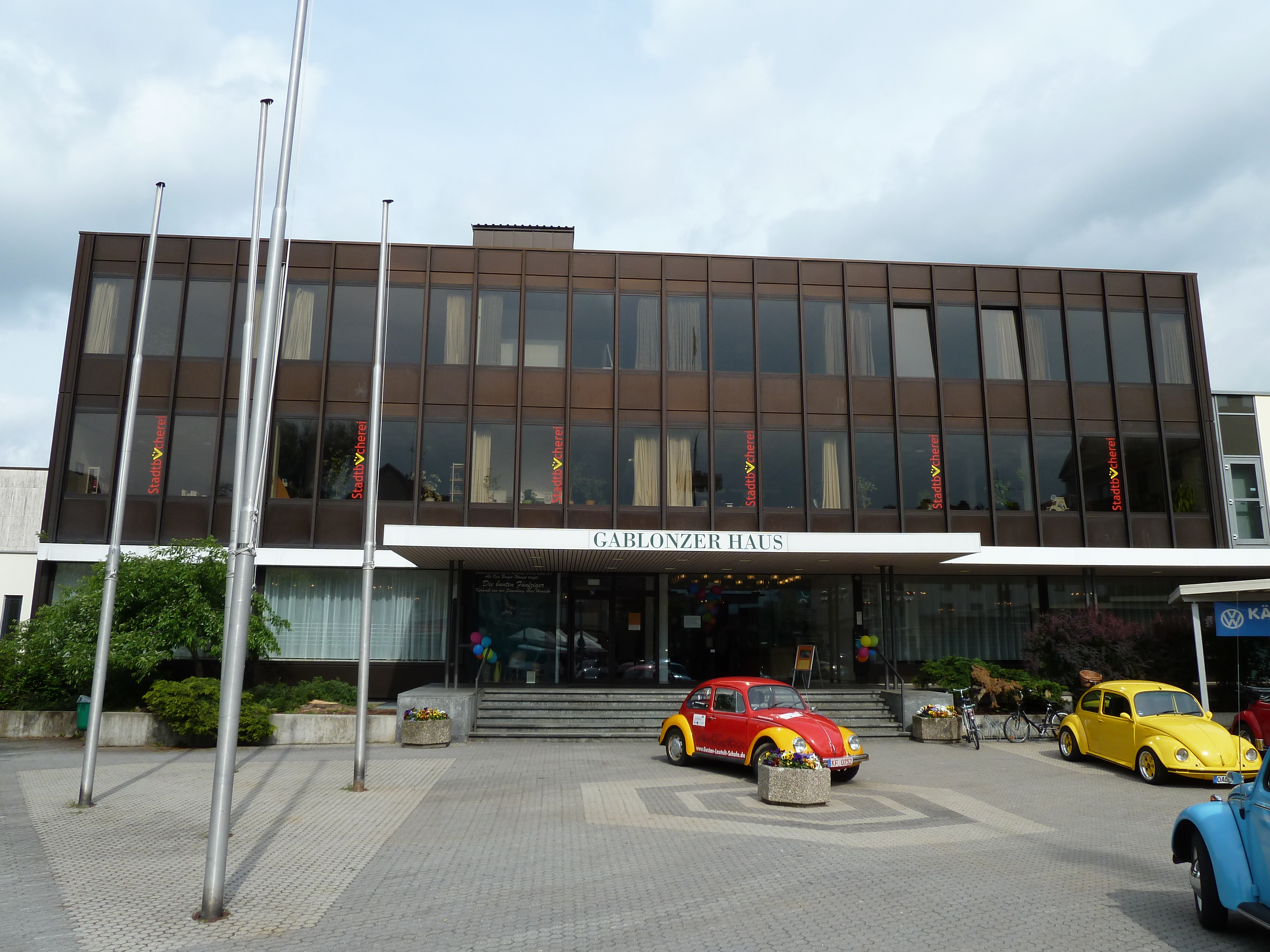
Gablonzer Haus

Das Isergebirgs Museum Neugablonz befindet sich im Kaufbeurer Stadtteil Neugablonz und befasst sich mit der Geschichte des deutsch besiedelten Isergebirges und dem Schicksal der heimatvertriebenen Isergebirgler anhand des Beispiels der Modeschmuckstadt Neugablonz.

## Geschichte
Das Isergebirgs Museum wurde im Jahr 2000 eröffnet und gründet sich auf zwei zuvor gezeigte Sammlungen des Gablonzer Hauses: die Sammlung des Gablonzer Archiv- und Museumsvereins und die Ausstellung des Neugablonzer Schmuck- und Industriemuseums.
Das Museum zeigt die Topographie des Isergebirges, die Besonderheiten seiner kulturellen Identität und seine wirtschaftliche Struktur (Textilindustrie, Glas- und Schmuckindustrie). Ein VW-Käfer Baujahr 1954 verweist auf den gebürtigen Isergebirgler Ferdinand Porsche.
Durch das Museum führen die Stimmen von drei gebürtigen Isergebirglern: Heinz Kleinert (Mundartdichter), Otfried Preußler (Schriftsteller) und Claus Josef Riedel (Glasfabrikant).